# Brusartsi (huyện)
Brusartsi là một huyện thuộc tỉnh Montana, Bungaria. Dân số thời điểm năm 2001 là 6826 người.